# Thrácké moře
Thrácké moře (řecky Θρακικό Πέλαγος, turecky Trakya Denizi) je severní část Egejského moře. Nachází se v severovýchodním cípu Středozemního moře, okolo místa kde je spojeno s Marmarským mořem.

## Situace
Moře se rozkládá přibližně od 23° 40′ po 26° 50′ východní zeměpisné délky a od 40° po 41° severní zeměpisné šířky. Ze západní a severní strany je ohraničeno řeckou pevninou, na východě tureckou a na jihu hranice probíhá severně od ostrova Lémnos. Na západě jeho vody omývají řecký poloostrov Chalkidiki a na východě turecký Gallipoli který je z východní strany lemován průlivem Dardanely.

## Historie
Moře je pojmenováno podle starověkého historického území Thrákie (kde žily thrácké kmeny), které se nachází na styku nynějších států Řecka, Turecka a Bulharska. Staří Řekové nazývali Thráky barbary a od 7. století př. n. l. tuto oblast postupně kolonizovali. Zhruba od přelomu tisíciletí bylo území okolo Thráckého moře pod nadvládou Římanů.

## Popis
Thrácké moře má tři rozlehlejší zálivy, v Řecku to jsou Strymonian a Kavala, v Turecku Saros. Větší řecké ostrovy jsou Thassos a Sámothraké, větší turecký ostrov je Gökçeada. Na jihu zasahuje k severnímu pobřeží ostrova Lémnos. Z Řecka do moře vtékají tři významnější řeky: Struma, Vardar a Marica. Hloubka moře je různá, v severní části se převážně jedná o kontinentální šelf, ale přes jižní vede tzv. severoanatolský zlom s hloubkou místy až 1600 m.
Zlom je tektonického původu a nachází se na styku pohybujících se eurasijské a anatolské tektonické desky. Poslední tamní zemětřesení, 14. května 2014, mělo sílu 6,9 M.
Moře je přes průliv Dardanely spojeno s Marmarským mořem a dále přes průliv Bospor s Černým mořem. Sladší voda z Černého moře proudí v množství 190 km³ za rok při povrchu do Thráckého moře a slanější voda zase opačným směrem. Salinita vody je přibližně 35 ‰ a průměrná teplota povrchové vody dosahuje v létě 25 a v zimě 16 °C.
Pobřeží je oblíbeným letoviskem, skýtá vodní radovánky a jsou tam k vidění mnohá pravěká historická místa. V samotném moři se intenzivně rozbíhá těžba ropy a zemního plynu.

## Biologie
Ryby i další druhy mořské megafauny jsou v Tráckém moři v posledních tisíciletích intenzivně loveny a v současnosti jsou jejich stavy velmi nízké. Za zmínku stojí občasný výskyt kriticky ohroženého tuleně středomořského, jeho populace v celém Egejském moři čítá méně než 450 jedinců. Thrácké moře je na množství živočichů i druhovou rozmanitost nejméně početné z celého východního Středozemního moře.